# Narušení optických podmořských kabelů 2008
Narušení optických podmořských kabelů byla série tří oddělených incidentů z roku 2008, při nichž došlo k větším škodám na optické kabeláži pro konektivitu zemí zejména v oblasti Středozemního moře, Indie a Středního východu (s výjimkou Izraele a Iráku).
1. První incident mezi 23. lednem a 4. únorem 2008 zanechal škodu na pěti vysokorychlostních podmořských internetových komunikačních kabelech u íránského ostrova Kiš a ve Středozemním moři (nedaleko egyptské Alexandrie) a způsobil výpadky nebo zpomalení internetovým uživatelům ze Středního východu a Indie.[2]
2. Později v únoru 2008 došlo k dalšímu výpadku, tentokrát na spojení z optických vláken mezi Singapurem a Jakartou a to až o 90 % běžné internetové kapacity.[3]
3. 19. prosince byly zcela zpřetrhány kabely FLAG FEA, GO-1, SEA-ME-WE 3, and SEA-ME-WE 4.[4][5][6]

## Možné příčiny
Narušení byla nejdříve dávána za vrub buď běžné praxi, při které k porušení kabelů občas dochází, a nebo porušení kotvami lodí. Nicméně, např. pro narušení na egyptském pobřeží nebyly z egyptských sledovacích systémů nalezeny žádné lodi v oblasti.
Vzhledem k tomu, že 18. února 2008 Mezinárodní telekomunikační unie a Sami al-Murshed, pověřený OSN za vyšetřování incidentu nevyloučil záměrný akt sabotáže, vynořily se i alternativní (konspirační) vysvětlení. Z nich dominovala souvislost s Íránskou ropnou burzou, která měla být během několika následných dnů otevřena (17. února na ostrově Kiš – v místě prvního narušení) a svým obchodováním s ropnými produkty s vyloučením amerického dolaru by narušila petrodolarový cyklus a tím zpochybnila krytí amerického dolaru v podobě ropy i dolarovou hegemonii.